# Agatha Barbara
Agatha Barbara (Żabbar, 11 de marzo de 1923-Ib., 4 de febrero de 2002) fue una política maltesa, miembro del Partido Laborista, que desempeñó el cargo de Presidenta de la República de Malta desde 1982 hasta 1987.

## Biografía
Agatha Barbara nació en Żabbar en 1923, siendo la segunda de nueve hijos en una familia de clase trabajadora. Su padre trabajaba como remolcador de la Marina Real Británica, mientras que su madre era ama de casa. Cuando era joven pudo trasladarse a La Valeta para ir a la escuela secundaria, pero su formación se vio frenada por el inicio de la Segunda Guerra Mundial en 1939. Durante el Sitio de Malta, entre 1940 y 1942, tuvo que colaborar con el Ejército británico en la defensa de la isla, un punto estratégico tanto para el Eje como para los Aliados debido a su posición central en el mar Mediterráneo.
Nunca estuvo casada ni tuvo descendencia. La prensa maltesa desveló en 2014 que después de la guerra mantuvo un breve romance por correspondencia con un militar británico.
El rostro de la estadista figuró en el anverso de la cuarta serie de billetes de la lira maltesa, editada en la década de 1980.

## Trayectoria política

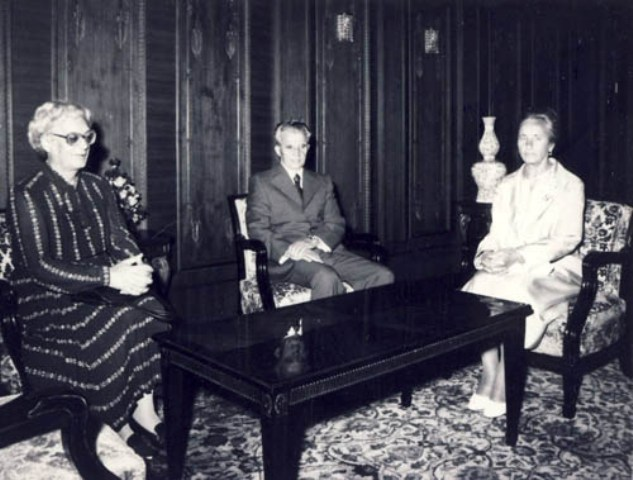
Agatha Barbara, Elena Ceaușescu y Nicolae Ceaușescu en 1985.

Al terminar la guerra, Barbara completó sus estudios y se convirtió en maestra. Al mismo tiempo, en 1946 se afilió al Partido Laborista de Malta y participó de forma activa en los movimientos sociales que reclamaban el sufragio femenino en la reforma electoral, instaurado a partir de las elecciones legislativas de 1947. En esos comicios Barbara formó parte de la candidatura laborista y obtuvo un escaño en la Cámara de Representantes de Malta, siendo la primera mujer en conseguirlo.
Desde 1955 hasta 1958 fue Ministra de Educación y Cultura en el gabinete del primer ministro Dom Mintoff, convirtiéndose en la primera mujer que asumía un ministerio en el ejecutivo maltés. Durante sus tres años al frente se encargó de impulsar una ambiciosa reforma para establecer educación obligatoria hasta los 14 años, que además contemplaba la construcción de nuevas escuelas, un centro nacional de formación para maestros, escuelas especiales para discapacitados, un programa de becas y horarios a tiempo completo. Las reformas acabaron también con la discriminación por sexos en el currículo académico.
El gobierno de Mintoff presentó su dimisión en bloque en 1958. En aquella época, Malta era todavía una colonia perteneciente al Imperio Británico y las relaciones entre Londres y La Valeta se habían distanciado. Barbara participó en manifestaciones contra la administración colonial, por las que llegó incluso a ser condenada a un mes de trabajos forzados. No obstante, se mantuvo en las filas del Partido Laborista y prosiguió su actividad política. Malta lograría su independencia el 21 de septiembre de 1964, aunque los británicos mantuvieron un control importante sobre el terreno hasta 1974.
Mintoff recuperó el cargo de primer ministro en 1971 y Barbara volvió a ser nombrada Ministra de Educación. En esta ocasión aumentó la educación obligatoria a los 16 años y estableció un nuevo sistema mixto de enseñanza, con las primeras escuelas técnicas. En 1974 — año de la proclamación de la República — hubo una reestructuración del gobierno y Barbara asumió el Ministerio de Trabajo y Servicios Sociales hasta 1981. En ese nuevo cometido tuvo que implementar medidas propias del estado del bienestar, entre ellas la jornada laboral de 40 horas, la negociación colectiva y el sistema de pensiones.
El 15 de febrero de 1982 Agatha Barbara fue nombrada Presidenta de Malta para un mandato limitado a cinco años, en medio de una profunda crisis política. Un año antes se habían celebrado las elecciones legislativas de 1981, en las que se produjo un hecho inédito: aunque el Partido Nacionalista había obtenido el 51% de los votos, el Partido Laborista sacaba mayoría de diputados por la ley electoral de voto único transferible. En protesta, los nacionalistas boicotearon al nuevo parlamento. Barbara tuvo que mediar entre los líderes de ambas formaciones y en 1987 se aprobó una enmienda constitucional, por la que el partido con más del 50% de los votos obtendría mayoría absoluta.
Tras concluir su mandato presidencial, Agatha Barbara se retiró de la política y estableció su residencia en Żabbar. La ya expresidenta falleció el 4 de febrero de 2002, a los 78 años, víctima de un infarto.

## Legado
Dentro de la política femenina, Agatha Barbara es la segunda mujer europea — y quinta a nivel mundial — que ha logrado asumir la jefatura de Estado de una república, por detrás de Sirimavo Bandaranaike (Sri Lanka, 1960), María Estela Martínez de Perón (Argentina, 1974), Lidia Gueiler Tejada (Bolivia, 1979) y Vigdís Finnbogadóttir (Islandia, 1980). En el escenario maltés, fue la primera mujer que obtuvo un escaño en la Cámara de Representantes y permaneció en el Parlamento desde 1947 hasta 1982, cuando tuvo que dejarlo para ejercer la presidencia.
El 23 de abril de 2006, el presidente maltés Edward Fenech Adami inauguró un monumento a Agatha Barbara en Żabbar, su ciudad natal.

## Condecoraciones
- Collar de Compañeros de Honor de la Orden del Mérito de Malta